# Guillermo Baca
Guillermo Baca är en ort i Mexiko.   Den ligger i kommunen Hidalgo del Parral och delstaten Chihuahua, i den centrala delen av landet, 1 100 km nordväst om huvudstaden Mexico City. Guillermo Baca ligger 1 614 meter över havet och antalet invånare är 130.
Terrängen runt Guillermo Baca är huvudsakligen en högslätt. Guillermo Baca ligger nere i en dal. Runt Guillermo Baca är det mycket glesbefolkat, med 3 invånare per kvadratkilometer. Närmaste större samhälle är Hidalgo del Parral, 16,4 km sydväst om Guillermo Baca. Omgivningarna runt Guillermo Baca är i huvudsak ett öppet busklandskap.